# آیدا دی بندتو
آیدا دی بندتو (ایتالیایی: Ida Di Benedetto؛ زادهٔ ۳ ژوئن ۱۹۴۵) هنرپیشه اهل ایتالیا است.
از فیلم‌های او می‌توان به فونتامارا، زیبایی زنان، ما سه نفر و یوسف نجار اشاره نمود.